# Yves Lafontaine
Yves Lafontaine (Grand-Mère, 16 luglio 1959) è un musicista, scrittore e liutaio canadese.

## Gioventù
Figlio di Jeanne d'Arc Lafontaine (nata Bussière), pittrice amatoriale, e di Henri Lafontaine, impiegato di banca.
Lafontaine è nato a Grand-Mère, Quebec. Sesto di sette figli. Incominciò lo studio della musica da bambino, per poi da ragazzo interessarsi alla chitarra classica.

## Studi
Dalla fine degli anni '70 e primi anni '80, ha frequentato il Conservatorio di Musica del Québec di Trois-rivières, dove ha studiato chitarra classica con Jean Vallières, musica da camera con Walter Joachim e viola con Alfred Filek. Alla fine del secondo ciclo, ha lasciato il conservatorio per iniziare a suonare la chitarra classica professionalmente. Nel 1983 si trasferisce in Francia dove ha proseguito i suoi studi di chitarra con Alexandre Lagoya e Carel Harms a l'Accadémia Internazionale d'Estate di Nizza. Durante il periodo in Francia, si è anche iscritto alle classi di analisi musicale di Jacques Chailley e di direzione d'orchestra di Fernando Quattrocchi. Nel 1985-86 prosegue con ricerche sui vari sistemi di notazione in uso per il liuto rinascimentale e barocco nella biblioteca di Stato Bavarese in Germania ed in Spagna nella Biblioteca Nazionale di Madrid.
Rientrato in Canada nel 1991 , ha frequentato l'Università McGill di Montréal, dove si laurea in Studi Asiatici.
Con una borsa di studio del governo giapponese, si iscrisse nel 1991 a un corso intensivo di lingua giapponese l'Università di Tsukuba, per poi iscriversi come ricercatore nella facoltà di direzione d'orchestra presso l'Università delle Belle Arti e della musica di Tokyo.
Nel 2007 completò un corso di archettaio offerto dall'amministrazione della regione Lombardia sotto la guida di Giovanni Lucchi e Pierre Guillaume. Nel 2008 conseguì il diploma presso la scuola di liuteria "Antonio Stradivari" di Cremona, studiando costruzione con Ernesto Vaia, Giorgio Scolari e Lorenzo Marchi. Inoltre nel 2010 si diplomò presso la stessa istituzione in restauro dopo studi con Alessandro Voltini, Claudio  Amighetti e Andrea Ortona.

## Vita personale
Il 9 settembre 1993, Lafontaine ha sposato Yuko Ideguchi, incontrata durante gli studi all'Università di Tsukuba. La coppia concepisce quattro figli. Lafontaine ha un appartamento nella pianura del Kanto in Giappone, ha cittadinanza canadese oltre a doppia residenza Italia-Giappone. Parla fluentemente inglese, francese, tedesco, italiano, spagnolo e giapponese..

## Carriera

### Direttore
Lafontaine ha iniziato nella sua terra natia canadese come direttore di coro, per passare poi a formazioni strumentali per le quali ha anche a volte fornito arrangiamenti. Dall'inizio degli anni '90 è stato attivo principalmente in Giappone dove è stato direttore principale dell'Orchestra Filarmonica di Narita, della Filarmonica di Makuhari, della  Filomusica di Kyoto, del Haydn Sinfonietta di Tokyo, del Opera Fiori di Tokyo; inoltre è stato direttore associato della Filarmonia Tokyo Symphony Orchestra.

### Musicista
Esibitosi come chitarrista solista, liutista e musicista da camera in Francia, Germania, Spagna, Norvegia, Canada, Stati Uniti e Asia, dove ha svolto un ruolo di protagonista alla radio e alla televisione con programmi delle sue trascrizioni. Egli ha preso parte all'orchestra della scuola di Antonio Stradivari come musicista durante due stagioni a partire dal 2006.

### Scrittore
Personaggio attivo principalmente nel ramo della  poesia francese e nel settore degli scritti di carattere tecnico legati alla musica.
http://aaso.no/index.php?option=com_content&view=article&id=26:hostkonsert&catid=7:konserter-med-aso&Itemid=32
Combien vite est venu le soir,
déja ai les paupières lourdes.
Au dehors tombe la nuit noire,
lune à la fête est faite sourde.
Ai maintenant le dos courbé,
depuis longtemps jeunesse a fuit.
Affaibli du poid des années
ne chemine plus dans la nuit.
Que me reste-t-il à faire
que d'autre déja ne fut fait?
Conquises sont toutes les terres,
au mieux tranquille en coin me tais.

## Strumenti
Lafontaine suona la chitarra Contreras padre "Girollet" del 1989, e un violino di Michel'Angelo Bergonzi del 1754.

## Premi
"Menzione Speciale per l'Acustica" attribuita alla sua viola "Nec Pluribus Impar" alla  competizione di Pisogne del 2007.(6) Catalogue NICPASSECH Editrice MILANO - Via Bernardino Telesio, 17

## Discografia
CD aventi casa discografica privata con: Musica di Bach, Scarlatti, Albeniz, Granados, de Falla, Rodrigo, Sor e Pujol